# Phyllonorycter rajella
Phyllonorycter rajella là một loài bướm đêm thuộc họ Gracillariidae. Nó được tìm thấy ở khắp châu Âu, ngoại trừ bán đảo Iberia và Hy Lạp.
Sải cánh dài 7–9 mm. Có hai lức trưởng thành vào tháng 5 và tháng 8.
Ấu trùng ăn Alnus cordata, Alnus glutinosa, Alnus incana, Alnus oregona và Alnus viridis. Chúng ăn lá nơi chúng làm tổ.